# 花杰
花（1779年—1859年），又作花傑，字建標，號曉亭，又號倩士，贵州貴筑（今贵阳）人，清朝政治人物，進士出身。

## 生平
嘉慶三年（1798年）登戊午科貴州鄉試举人，次年联捷己未科第二甲三十五名進士，選翰林院庶吉士，散館改主事，仍留館。後授翰林院編修，擢陝西道監察御史。嘉慶十一年（1806年）充廣東鄉試正考官。嘉慶九年（1804年）、嘉慶十三年（1808年）、嘉慶二十四年（1819年）俱充順天鄉試同考官，升任禮科給事中，後以言事降職。歷官刑部郎中，外放四川重慶府知府，擢鹽法道，升任直隸按察使，辦理馬邊夷務，賞戴花翎。道光十四年正月十六（1834年2月24日）由福建布政使调任廣西布政使，護理廣西巡撫。道光十七年十月三十（1837年11月27日）同江西布政使互调，卒於官。

## 著作
著有《寶研齋詩鈔》四卷。

## 家族
長子花詠春，字伯雅，號思白，又號魚南，嘉慶二十四年（1819年）登己卯恩科進士，官至雲南按察使，署布政使。
次子花讌春，字次江，號秋實，道光十三年（1833年）登癸巳科進士，官至禮部員外郎。
侄曾孙花銘，光绪庚寅进士。